# 大宝律令
大宝律令（たいほうりつりょう）は、701年（大宝元年）に制定された日本の律令。「律」6巻、「令」11巻の全17巻。唐の律令を参考にしたと考えられている。

## 概要
大宝律令の意義に挙げられるのは、中国（唐）の方式が基準の制度への転換にある。
冠位十二階の制度は、当初は徳目をあらわす漢字で個々の官位を示していたが、数値で上下関係を示す中国式に替わっている。また評も、中国で地方行政組織の名称に使われてきた郡に用字を替えている。
遣隋使の派遣以来、7世紀の間に100年ほどの歳月をかけて蓄積した中国文明への理解によって、朝鮮半島経由の中国文明ではない、同時代の中国に倣うための準備が可能になってきていたことを意味する。

## 内容
大宝律令は、日本の国情に合致した律令政治の実現を目指して編纂された。刑法にあたる6巻の「律（りつ）」はほぼ唐律をそのまま導入しているが、現代の行政法および民法などにあたる11巻の「令（りょう）」は唐令に倣いつつも日本社会の実情に則して改変されている。
この律令の制定によって、天皇を中心とし、二官八省（神祇官、太政官 - 中務省・式部省・治部省・民部省・大蔵省・刑部省・宮内省・兵部省）の官僚機構を骨格に据えた本格的な中央集権統治体制が成立した。役所で取り扱う文書には元号を使うこと、印鑑を押すこと、定められた形式に従って作成された文書以外は受理しないことなど文書と手続きの形式を重視した文書主義が導入された。
また地方官制については、国・郡・里などの単位が定められ（国郡里制）、中央政府から派遣される国司には多大な権限を与える一方、地方豪族がその職を占めていた郡司にも一定の権限が認められていた。
大宝律令の原文は現存しておらず、一部が逸文として『続日本紀』や『令集解』古記などの他文献に残存している。
757年に施行された養老律令はおおむね大宝律令を継承しているとされており、養老律令を元にして大宝律令の復元が行われている。

### 復元大宝令
大宝令と養老令の編目の順序は異なっていたと考えられているが、大宝令の編目順序は明らかでない。以下は復元の一例である。
1. 官位令
2. 官員令（養老令では職員令）
3. 後宮官員令（養老令では後宮職員令）
4. 東宮家令官員令（養老令では東宮職員令・家令職員令）
5. 神祇令
6. 僧尼令
7. 戸令
8. 田令
9. 賦役令
10. 学令
11. 選任令（養老令では選叙令）
12. 継嗣令
13. 考仕令（養老令では考課令）
14. 禄令
15. 軍防令（養老令では宮衛令・軍防令）
16. 儀制令
17. 衣服令
18. 公式令
19. 医疾令
20. 営繕令
21. 関市令
22. 倉庫令
23. 厩牧令
24. 仮寧令
25. 喪葬令
26. 捕亡令
27. 獄令
28. 雑令

※令名称の後ろのカッコ書きは、養老令とは異なっていたと考えられている編目名である。